# Нічний адміністратор (мінісеріал)
Нічний адміністратор (англ. The Night Manager) — британсько-американський мінісеріал режисера Сюзанни Бір, головні ролі в якому виконали Том Гіддлстон, Г'ю Лорі, Олівія Колман, Том Голландер та Елізабет Дебікі. Заснований на однойменному романі 1993 року Джона Ле Карре, та адаптований до сьогодення Девідом Фарром.
Світова прем'єра двох перших епізодів відбулась 18 лютого 2016 року на 66-у Британському міжнародному кінофестивалі в рамках програми «Berlinale Special Series». Перший сезон із шести епізодів вийшов на телеканалі «BBC One» 21 лютого 2016 року, а також на каналі «AMC» 19 квітня 2016 року. Компанія «IMG» продала його у понад 180 країн. Трансляція українською вийшла на телеканалі «AMC Україна» у травні 2016 року. В Україні показали версію з 8 серій по приблизно 45 хвилин кожна.
«Нічного адміністратора» було номіновано на тридцять шість нагород, з яких серіал отримав одинадцять, у тому числі дві нагороди Праймтайм «Еммі» (для режисера Біра та композитора Віктора Реєса) та три нагороди «Золотий глобус» (для Хіддлстона, Колмана та Лорі).

## Сюжет
Співробітниця британської розвідки Берр (Олівія Колман) наймає колишнього солдата Джонатана Пайна (Том Гіддлстон). Між двома розвідувальними організаціями, які базуються у Вайтхоллі і Вашингтоні, існує альянс, який відправляє Пайна в синдикат по торгівлі зброєю. Він повинен добитись довіри у торговця зброєю Річарда Роупера (Г'ю Лорі), його дівчини Джед (Елізабет Дебікі) і їхнього помічника Коркорана (Том Холландер).

## В ролях

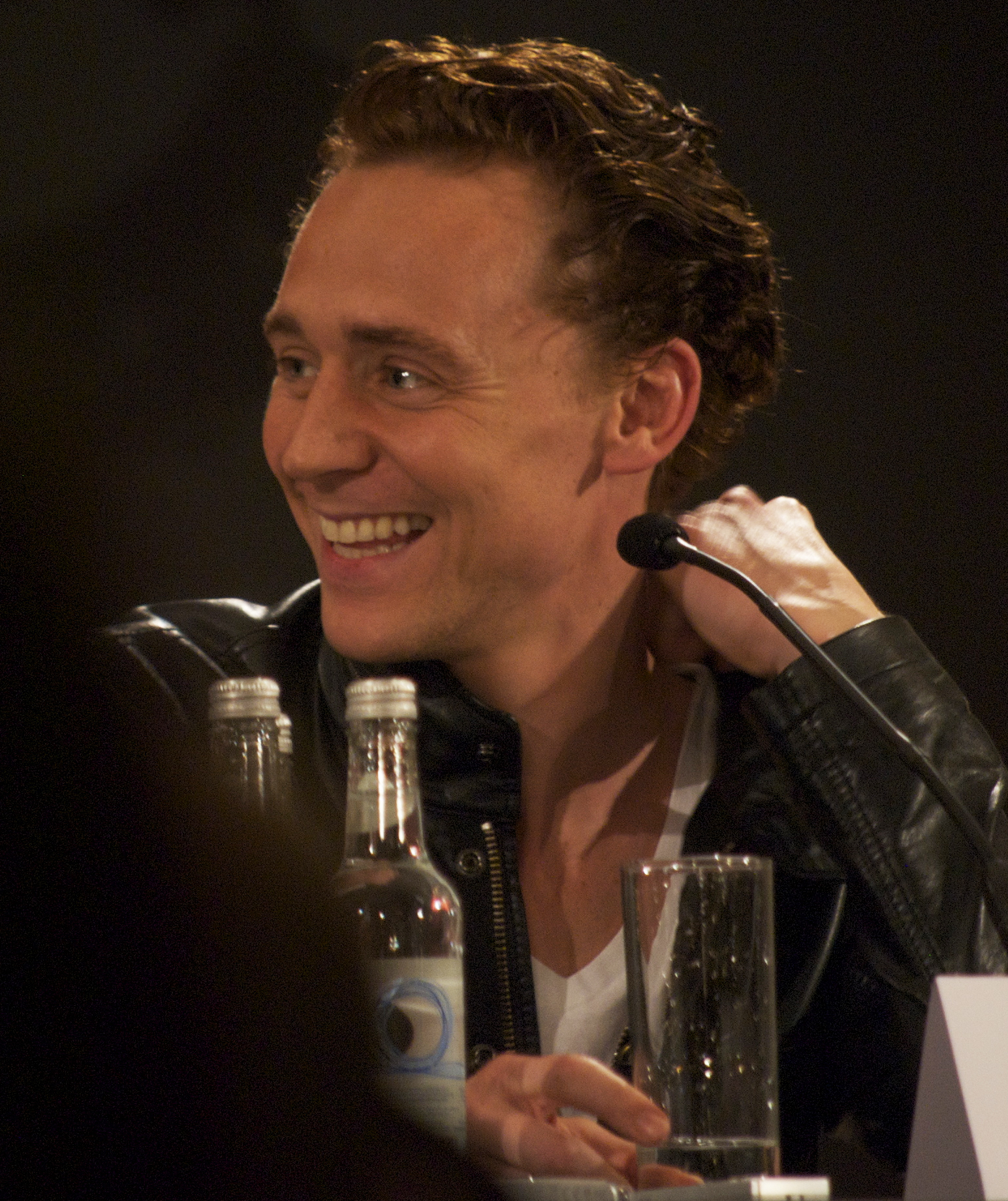
Том Гіддлстон, головний герой

- Том Гіддлстон — Джонатан Пайн
- Г'ю Лорі — Річард «Дікі» Онслоу Ропер
- Олівія Колман — Анджела Берр
- Том Голландер — Ленс «Коркі» Коркоран
- Елізабет Дебікі — Джед
- Дуглас Ходж — Рей Мейх'ю
- Девід Хервуд — Джоул Стедмен
- Тобаяс Мензіс — Джеффрі Дромгул
- Антоніо де ла Торре — Хуан Апостол
- Ор Атіка — Саміра «Софі» Алекан
- Рассел Тові — Саймон Огілві
- Наташа Літтл — леді Керолайн Ленгборн

## Список серій
| № | Назва     | Дати виходу     | Кількість глядачів |
| --- | --------- | --------------- | ------------------ |
| 1 | «Серія 1» | 21 лютого 2016  | 10.18              |
| Під час Революції в Єгипті Джонатан Пайн працює нічним адміністратором у готелі Nefertiti в Каїрі. Софі Алекан, коханка Фредді Хаміда, передає Джонатану конверт із конфіденційною інформацією та просить зробити копію. Всередині конверту Пайн знаходить список із зброєю та отруйними хімічними речовинами, а також листування між компаніями Хаміда та Ironlast Limited. Софі вбивають і Джонатан вирішує передати документи британській розвідці. П'ять років по тому офіцер Анджела Берр зв'язується із Пайном і просить допомогти із розслідуванням щодо Ironlast CEO Річарда Ропера, якого підозрюють у незаконній торгівлі зброєю. |           |                 |                    |
| 2 | «Серія 2» | 28 лютого 2016  | 10.19              |
| Джонатан погоджується працювати із Анджелою в обмін на те, що після завершення операції йому "зроблять" нову особистість. Пайн отримує нові документи на ім'я Джека Ліндена та переїжджає у Девон для того, щоб створити собі публічний образ жорстокої людини. Пізніше Анджела відправляє його до Іспанії, де Рупер організовує зустріч щодо продажу зброї. Розвідка розпочинає операцію. На Мальорці викрадають сина Ропера Даніеля. Джонатан "звільняє" Даніеля і під час цього викрадачі його сильно б'ють. Ропер вирішує забрати Пайна до себе на віллу для лікування (цього разу Джонатан працює під ім'ям Томас Квінсі). Джонатан розпочинає входити у довіру Ропера та ставати його поплічником. Всю операцію тримають в секреті від MI6, оскільки Анджела вважає, що вони зірвуть всю роботу як тільки дізнаються. |           |                 |                    |
| 3 | «Серія 3» | 6 лютого 2016   | 9.74               |
| У Мадриді юрист Ропера Хуан "Апо" Апостол організовує вечірку із нагоди дня народження своєї доньки, Елени. Вечірку відвідує Ропер і супроводжуючі його люди. Незабаром Елену знаходять повішеною. Джонатан розповідає своє "оброблене" минуле, на яке у Ропера вже є досьє для порівняння із його словами. Пайн заявляє про своє бажання покинути віллу Ропера, але той повідомляє, що його особа як Квінсі вже викрита, тому Джонатану потрібно залишись до того моменту, поки йому не створять нову особистість. У Мадриді Анджела зустрічається із згорьованим Апо і пробує завоювати його довіру. Даніель випадково розказує про фальшиву активацію та тестування сигналізації будинку раз на день. Джонатан знаходить ключі і під час тестування сигналізації заходить у кабінет Ропера та знаходить документи компанії-прокладки, яка займається сільгосппродукцією. Наступного дня Ропер видає Джонатану новий паспорт на ім'я Ендрю Берч, але навзаєм Пайн повинен почати виконувати роботу Коркі, а саме контролювати компанію Tradepass. Джонатан приймає нове ім'я і нову роль. У Лондоні Мі6 дізнаються про операцію Limpet і пробують завадити Анджелі. Один із корупційних членів МІ6 зустрічається із Ропером та розповідає про операцію (хоча йому нічого не відомо про роль Джонатана). |           |                 |                    |
| 4 | «Серія 4» | 13 березня 2016 | 9.61               |
| Ропер надає Джонатану деталі його нової особистості та свій план представити його людям, які фінансово підтримують Tradepass. Він додає, що інвестори не будуть знати, звідки надходять кошти, оскільки компанія буде зареєстрована на Кіпрі, а банк - в Женеві. Анджела дізнається, що люди, які займають високі посади у британській розвідці, є поплічниками Ропера. Апо знаходять мертвим після того, які його почали підозрювати у витоку секретних документів. Джонатан передає Анджелі дані про доставку зброї у Стамбул, а Роперу повідомляє, що за ними слідкують. |           |                 |                    |
| 5 | «Серія 5» | 20 березня 2016 | 9.67               |
| Під час польоту до Туреччини Ропер повідомляє Джонатану, що він дізнався про те, що Анджела володіє документами Tradepass (включно із тими, на яких є нотатки Апо, саме чому "він більше не з нами"). Ропер додає, що він знає всього чотирьох людей, включно із Пайном, які могли допустити витік документів. Торговці зброєю влаштовують "презентацію" Роперу, знищивши невеличке селище. Джонатан занотовує дані вантажівок із зброєю та передає цю інформацію розвідці (у процесі передачі його помічає Коркі, тому Джонтану доводиться його вбити). Анджела із допомогою збройних сил США домагається перевірки вантажівок на кордоні, хоча від час перевірки не було знайдено нічого, окрім, власне, сільськогосподарської продукції. Ропер спостерігає за цим всім через супутник. Опісля він повертається в Каїр та зв'язується із Фредді Хамідом. |           |                 |                    |
| 6 | «Серія 6» | 27 березня 2016 | 9.90               |

## Виробництво
У січні 2015 року було оголошено, що AMC покаже серіал в США і Канаді в 2016 році, а співпродюсерами шоу стануть AMC, BBC One та The Ink Factory. Зйомки розпочались навесні 2015 року в Лондоні..